# Jamón campestre

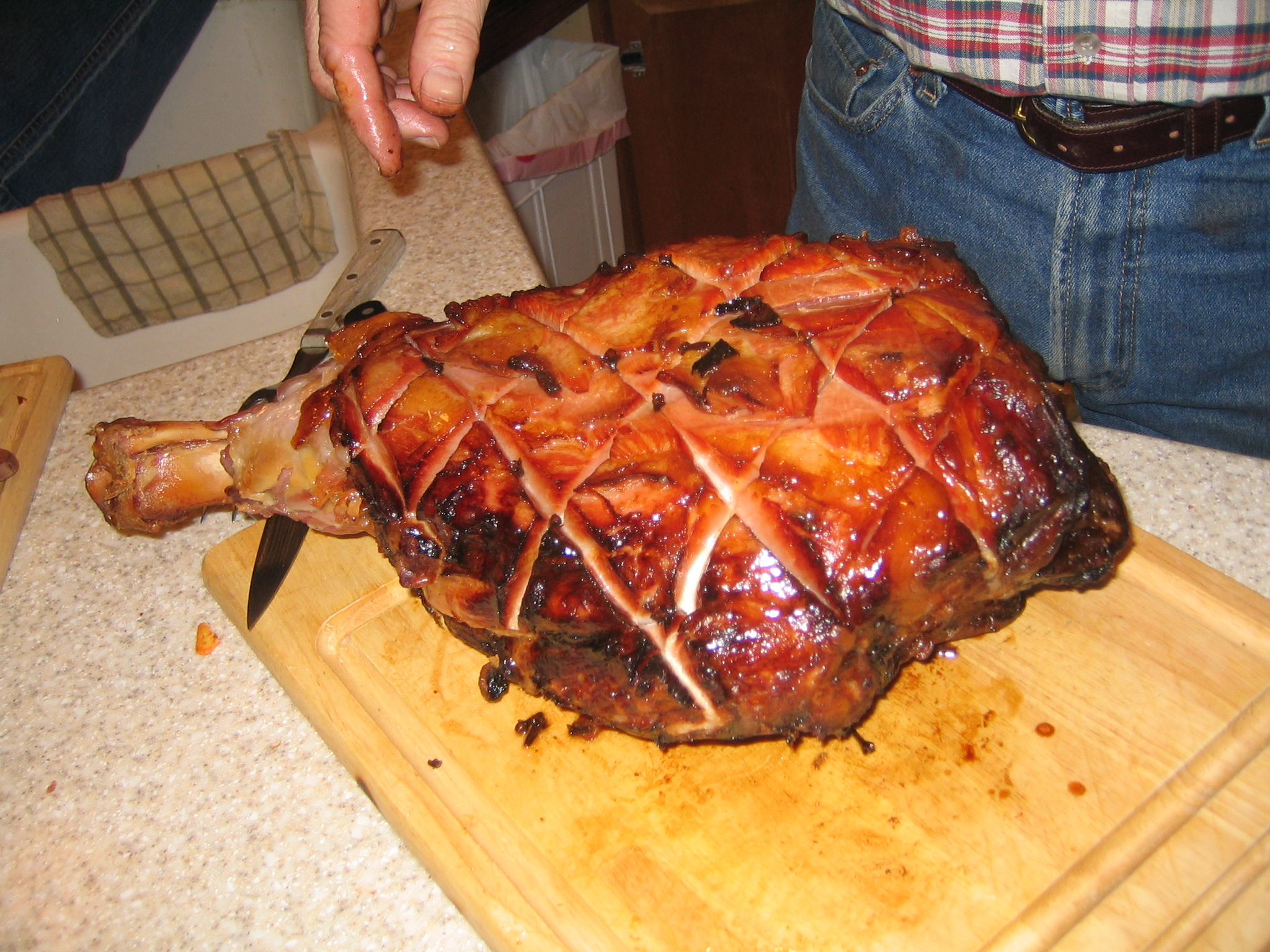
Jamón campestre asado.

El jamón campestre o jamón de Virginia es una variedad de jamón curado originaria de los Estados Unidos y relacionada con la gastronomía del sur de los Estados Unidos. Tiene típicamente un sabor muy salado.

## Producción
Los jamones campestres se curan en salazón (y ocasionalmente en nitratos) durante un periodo de uno a tres meses. Puede ser ahumado con madera noble (normalmente nogal americano o roble rojo) y entonces envejecerse durante varios meses hasta 2 o 3 años, según el contenido graso de la carne. El ahumado no se exige por ley para elaborar el jamón campestre: algunos tipos (como el jamón salpimentado de Carolina del Norte no se ahúman). El proceso de ahumado da a la carne un color mucho más rojo que el de otros jamones. Suelen venderse en tiendas sin refrigerar en piezas completas con el hueso envueltas en bolsas de algodón bastas, con marcas identificativas impresas en ellas. También se vende envasado en rodajas ya remojadas listas para cocinar, normalmente en bolsas de plástico al vacío.

## Preparación
Los jamones campestres enteros deben fregarse y remojarse durante varias horas antes de consumirse para retirar la sal y el moho, ya que de otra forma sería demasiado salado para comerlo. Aunque se remoje incluso adecuadamente, siguen siendo bastante salados. Hay varios métodos para cocinar el jamón campestre: en rodajas y frito, asado entero o cocido a fuego lento durante varias horas (con varios cambios de agua) y luego asado entero.
Suele servirse en restaurantes como entrante, presentado como una rodaja entera, a menudo con el trozo correspondiente de hueso en ella. También es común servir una rodaja cortada en trozos para usarlos en sándwiches hechos con galletas de mantequilla (o similares), a menudo con manteca o red-eye gravy.
El red-eye gravy está estrechamente relacionado con el jamón campestre y se elabora añadiendo agua o café al jugo soltado en la sartén por el jamón, cocinándolo durante poco tiempo.
El jamón campestre es del mismo tipo que el lacón Gallego o Asturiano y es distinto del prosciutto, que no se ahúma y generalmente es más jugoso. También suele cortarse mucho más fino, incluso cuando el jamón campestre se corta para sándwiches.
Algunos libros de recetas de cocina china producidos en Occidente sugieren que el jamón campestre puede sustituir a los jamones chinos, tales como el jamón de Jinhua, por tener un sabor similar.